# Cambessedesia eichleri
Cambessedesia eichleri é uma espécie de  planta do gênero Cambessedesia e da família Melastomataceae.

## Taxonomia
A espécie foi descrita em 1883 por Alfred Cogniaux.

## Forma de vida
É uma espécie terrícola e subarbustiva.

## Conservação
A espécie faz parte da Lista Vermelha das espécies ameaçadas do estado do Espírito Santo, no sudeste do Brasil. A lista foi publicada em 13 de junho de 2005 por intermédio do decreto estadual nº 1.499-R.

## Distribuição
A espécie é endêmica do Brasil e encontrada nos estados brasileiros de Espírito Santo, Minas Gerais, Pernambuco e Ceará.
A espécie é encontrada nos  domínios fitogeográficos de Cerrado e Mata Atlântica, em regiões com vegetação de campos rupestres e vegetação sobre afloramentos rochosos.